# مارسل سردان
مارسل سردان (انگلیسی: Marcel Cerdan؛ ۲۲ ژوئیه ۱۹۱۶ – ۲۸ اکتبر ۱۹۴۹) یک بوکسور اهل فرانسه بود.